# 貝謝湖國家公園

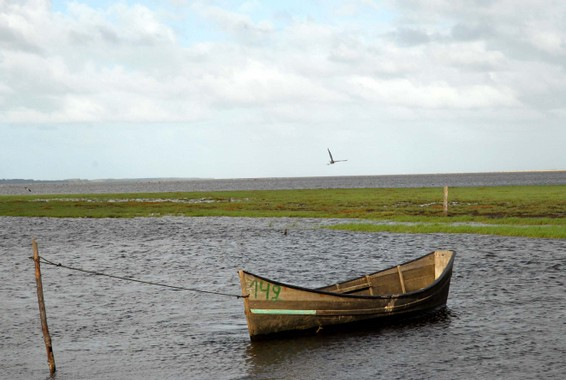

31°14′28″S 50°57′32″W / 31.241°S 50.959°W
貝謝湖國家公園（葡萄牙語：Parque Nacional da Lagoa do Peixe），是巴西的國家公園，位於該國南部南里奧格蘭德州，成立於1986年11月6日，面積3.7萬公頃，覆蓋莫斯塔達斯、北聖若澤和塔瓦雷斯地區。